# Pierpaolo Mudu
Pierpaolo Mudu (* in Rom) ist ein italienischer Statistiker und Geograph.

## Werdegang
Pierpaolo Mudu promovierte 1995 an der Universität Rom La Sapienza in Statistik. Nach dem Studium der Statistik arbeitete er zunächst als wissenschaftlicher Mitarbeiter an der Universität Oxford und am italienischen Nationalen Gesundheitsinstitut. Im Jahr 2000 promovierte er in Wirtschaftsgeographie an der Universität Sapienza in Rom, nachdem er als Visiting Scholar an der University of Washington in Seattle war. Er beschäftigte sich mit den Themen Wohnen, Hausbesetzungen, Migration und Segregationsmustern. 2022 ist Mudu Affiliate Professor am Department of Urban Studies der University of Washington in Tacoma und arbeitet für die Weltgesundheitsorganisation im Europäisches Zentrum für Umwelt und Gesundheit (ECEH) (Büro Bonn).

## Wissenschaftliche Tätigkeit
Seine Haupttätigkeit lässt sich in zwei verschiedene Disziplinen einordnen, die kritische Geographie und die Umweltgesundheit.

### Kritische Geographie
Seine Studien befassen sich mit den Veränderungen im heutigen Rom, mit besonderem Hinblick auf die Migration, die Peripherisierung der Bevölkerung und die radikalen Kämpfe auf dem Territorium. Seine Arbeiten wurden in mehreren Fachzeitschriften veröffentlicht: Acme, Antipode, Geojournal, Geopolitics, Gender Place & Culture, und Urban Geography.

### Umweltgesundheit
Zum Thema Umwelt und Gesundheit hat Mudu sich vor allem mit den Auswirkungen der Luftverschmutzung und der Stadtplanungspolitik beschäftigt, insbesondere in den Bereichen Verkehr, Grünflächen und Abfall. Er hat im Büro für Umwelt und Gesundheit in Rom, im Büro für Umwelt und Gesundheit in Bonn und am Hauptsitz der Weltgesundheitsorganisation in Genf gearbeitet. Einen wesentlichen Beitrag zur Urban Health Initiative der Weltgesundheitsorganisation hat er geleistet insbesondere durch Fallstudien in Accra und Kathmandu. Darüber hinaus hat er sich auch mit den Auswirkungen industrieller Verschmutzung (insbesondere Petrochemikalien) auf die Gesundheit beschäftigt und zusammen mit Benedetto Terracini und Marco Martuzzi ein Buch zu diesem Thema veröffentlicht. Er hat sich eingehend mit Fragen der Luftverschmutzung befasst und die Entwicklung der Software AirQ+ koordiniert.

## Sonstiges
Seit dem Jahr 2000 ist Mudu Mitglied der Association of American Geographers (AAG) und der Italienischen Geographischen Gesellschaft (SGI)

## Veröffentlichungen (Auswahl)
- P. Mudu, B. Terracini, M. Martuzzi (Hrsg.): Human Health in Areas with Local Industrial Contamination. 2014, ISBN 978-92-890-5005-0.
- J. Hosking, C. Dora, P. Mudu: Health Co-benefits of Climate Change Mitigation: Transport Sector. World Health Organization, Geneva 2011, ISBN 978-92-4-150291-7.